# Klein Maarslag
Klein Maarslag est un hameau qui fait partie de la commune de Het Hogeland dans la province néerlandaise de Groningue. Le hameau dépend du village de Mensingeweer.